# Simon Hollósy
Simon Hollósy (Sighetu Marmației, 1º febbraio 1857 – Tjačiv, 8 maggio 1918) è stato un pittore ungherese esponente delle correnti del naturalismo e del realismo.
Hollósy non fu un artista prolifico ed ebbe più importanza come insegnante, soprattutto per l'influenza sulla colonia artistica di Baia Mare (Nagybánya), in cui si formarono artisti come Károly Ferenczy, Béla Iványi-Grünwald, István Réti e János Thorma, che ebbero un ruolo rilevante nella pittura ungherese a cavallo dei secoli XIX e XX. Nel 1966 la Galleria nazionale ungherese ospitò una grande mostra: L'Arte di Nagybánya. Mostra nel centenario in onore della colonia artistica di Baia Mare.

## Biografia

### Formazione
Simon Hollósy nacque nel 1857 a Sighetu Marmației, allora parte del Regno d'Ungheria, nella regione storica di Maramureș. I suoi genitori erano armeni che erano immigrati nella regione carpatica. Suo padre cambiò il cognome originario della famiglia, Korbuly, dopo il 1848. Dimostrò un precoce talento e interesse nell'arte.
In gioventù, si recò per motivi di studio a Monaco di Baviera, come molti altri artisti ungheresi, poiché mancava in patria un'accademia di belle arti. Hollósy criticò la formazione dell'Accademia delle belle arti di Monaco di Baviera, che si basava essenzialmente sulla copia di modelli classici. Nel 1886 fondò quindi una scuola privata, dove dava lezioni gratuite e che attraeva giovani talenti interessati nella ritrattistica realista. Aprì la strada a nuovi stili pittorici, facendo leva sulla sua personalità e mettendo in luce i meriti dei pittori francesi, come Gustave Courbet, di cui la città ospitava mostre. Abbandonò lo stile accademico per seguire nuove tendenze della pittura francese, fra cui l'impressionismo. Ammirava anche Jules Breton, Jules Bastien-Lepage e leggeva Zola, Murger, Tolstoj e Dostoevskij.
Il suo progetto per la tela di grandi dimensioni La marcia di Rákóczi non andò mai oltre gli schizzi preparatori, poiché cambiava spesso idea. 
Incoraggiato da István Réti e da János Thorma, suoi allievi e amici, Hollósy passò l'estate del 1896 a Baia Mare, con la sua scuola. Questa è considerata la fondazione della colonia artistica di Baia Mare, di cui faceva già parte anche Károly Ferenczy. La località rurale offriva molte occasioni per dipingere all'aria aperta. Questi artisti e i loro seguaci ebbero un ruolo importante nell'introduzione dell'impressionismo e del post-impressionismo nella pittura ungherese.
Hollósy si stabilì in breve tempo a Baia Mare, dove rimase fino al 1901. L'anno successivo incominciò a trascorrere le estati a Tjačiv con alcuni suoi studenti. In inverno Hollósy tornava a Monaco, dove si occupava della sua scuola di pittura. I paesaggi dipinti a Tjačiv comprendono Paesaggio a Tjačiv, Paesaggio con covoni e Tramonto con covoni, opere dipinte en plein air secondo i canoni dell'impressionismo. Il suo autoritratto del 1916, custodito alla Galleria nazionale ungherese, è considerato una delle sue opere più strazianti.

## Mostre
- 2009, "Monaco in ungherese. Artisti ungheresi a Monaco di Baviera 1850-1914, 2 ottobre 2009 - gennaio 2010", Galleria nazionale ungherese
- 1991-1992, Standing in the Storm: The Hungarian Avant-Garde from 1908-1930, Santa Barbara Museum of Art, Santa Barbara, California[4]

## Galleria d'immagini

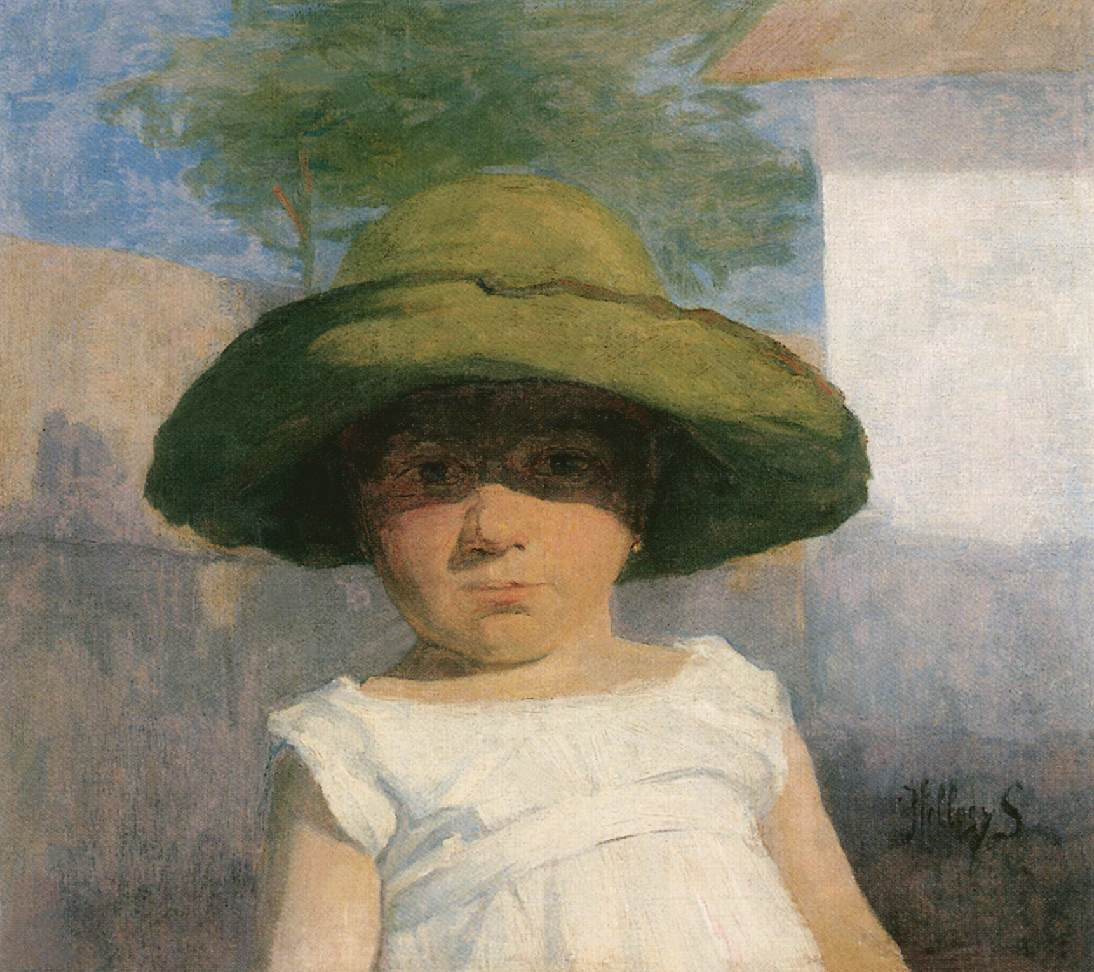
Ragazza con un grande cappello verde (ca 1900)
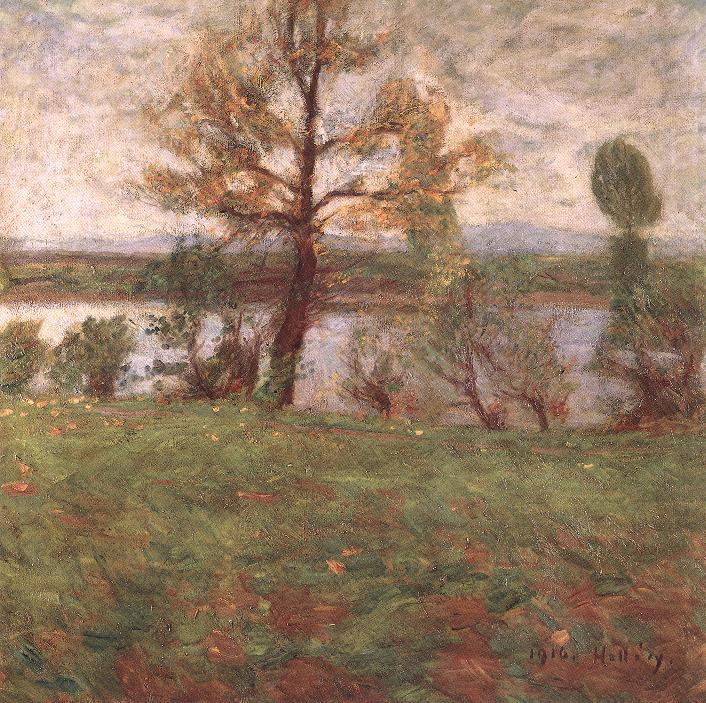
Aria di primavera (Rive del Tibisco) 1912
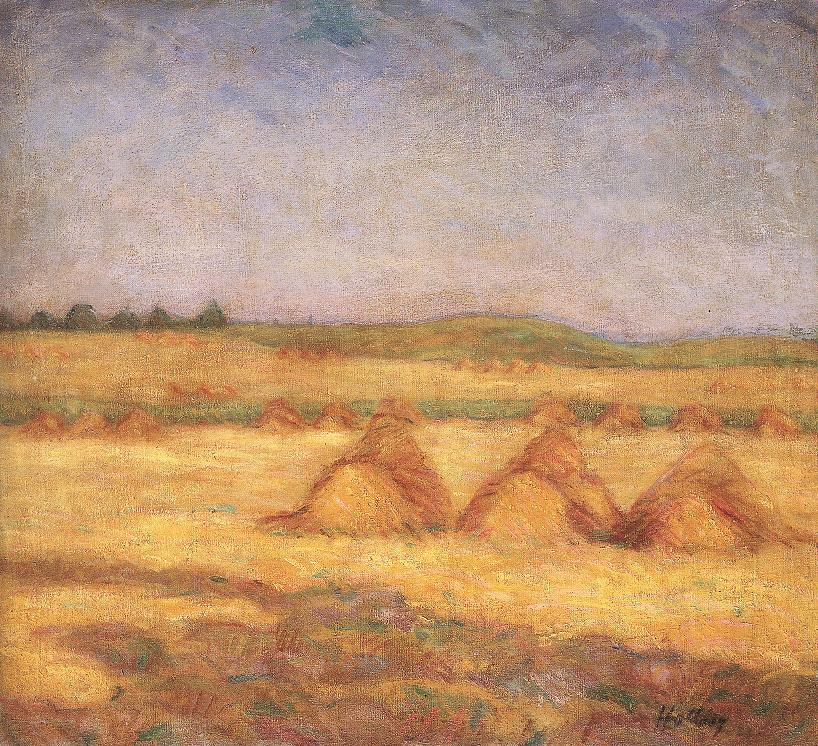
Dopo il raccolto, 1908
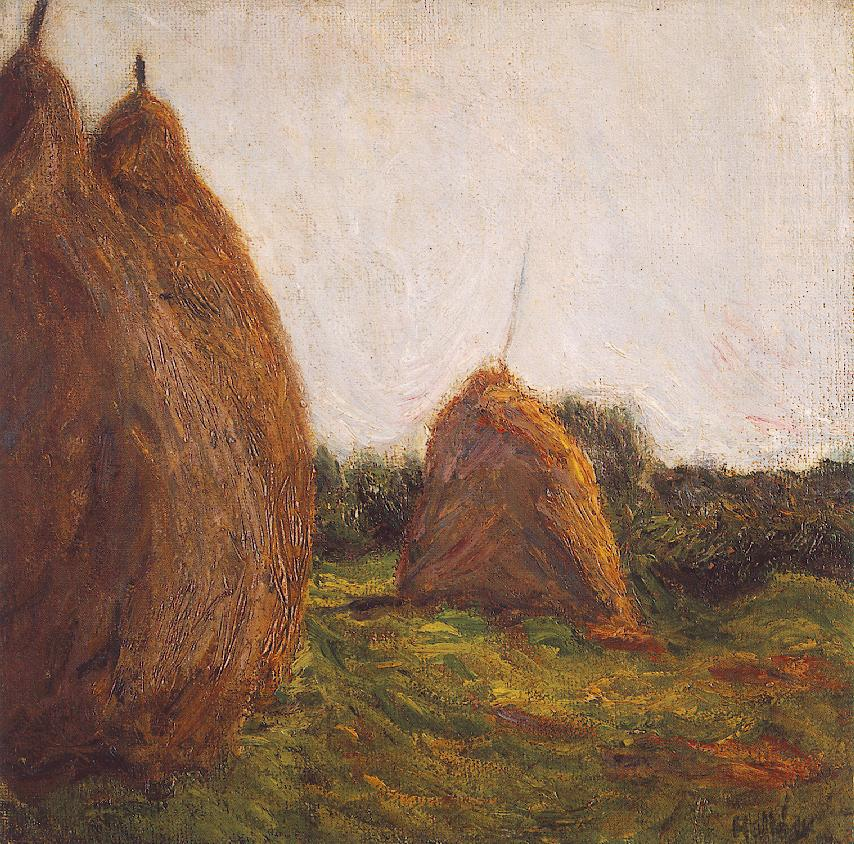
Covoni II, 1912
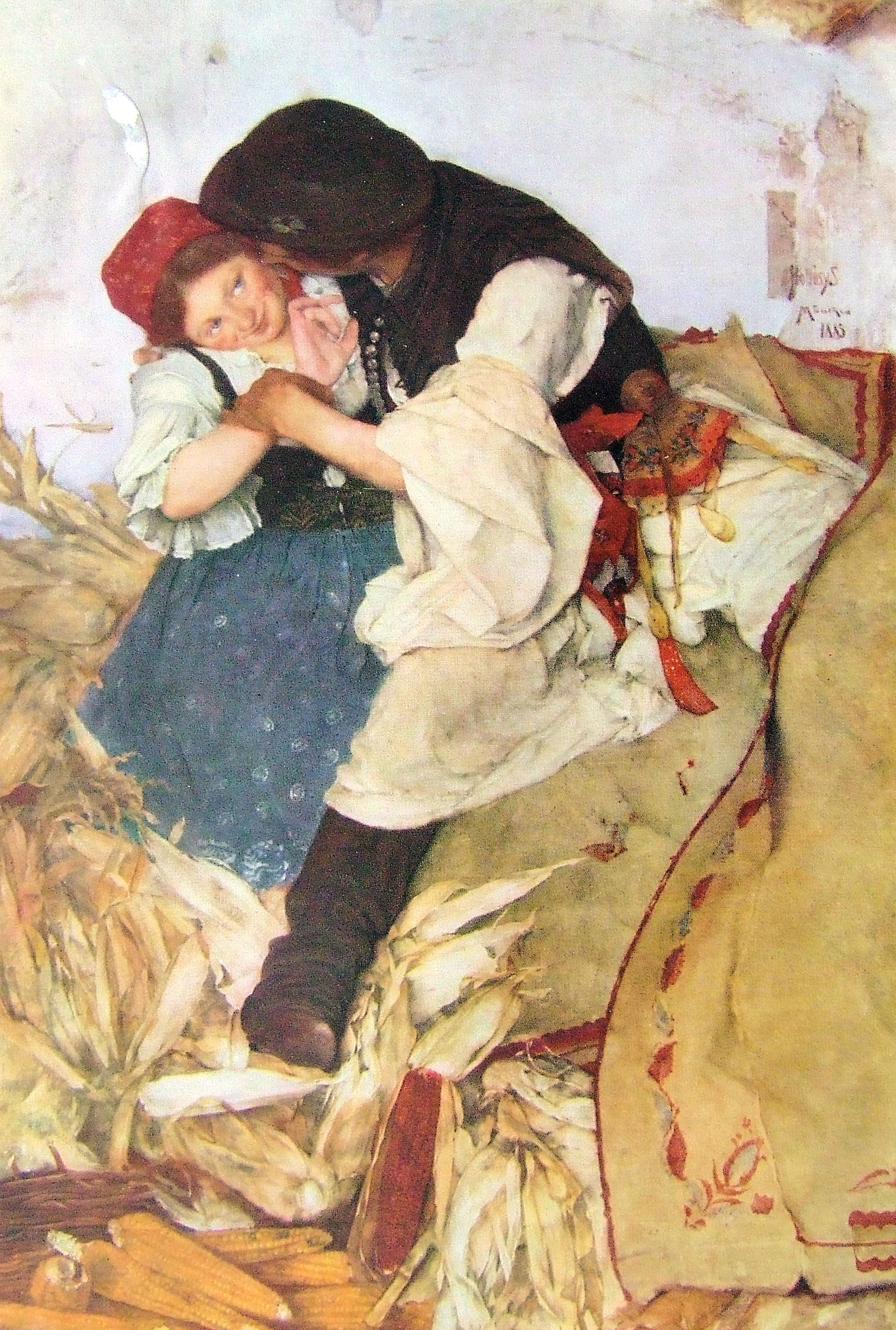
La sbucciatura del granoturco, 1885
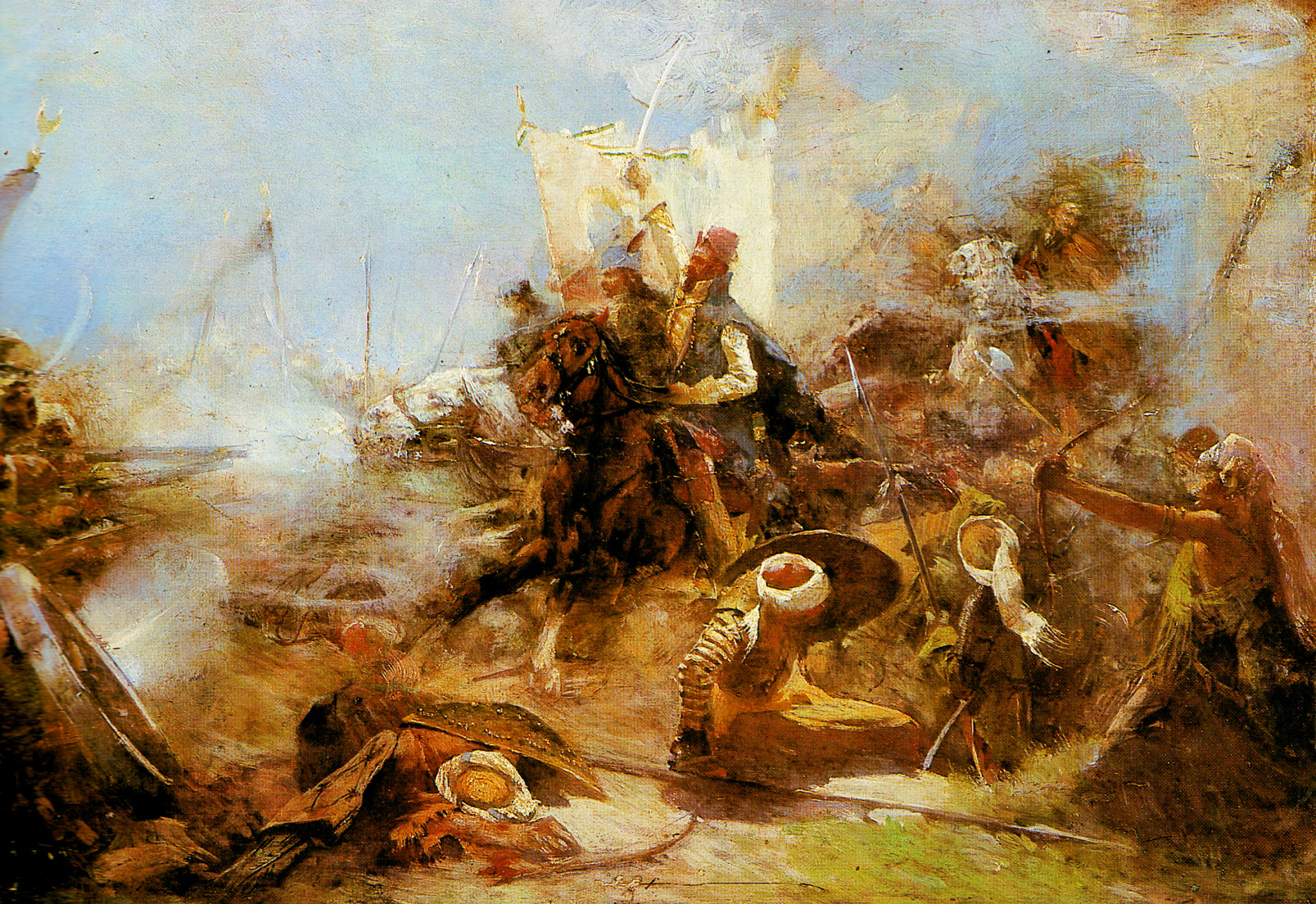
La carica di Zrínyi contro i turchi, 1896